# Коряковка (озеро)
Коряковка — солёное озеро в Павлодарском районе Павлодарской области Казахстана. Расположено примерно в 17 км к северо-востоку от Павлодара. Высота над уровнем моря — 94,4 м.
На берегу озера находится одноимённое село Коряковка. Занимает площадь около 11 квадратных километров.

## Добыча соли
С 1747 года ведётся добыча поваренной соли (NaCl). Во времена Российской империи это озеро называли «Соляным клондайком», в те времена огромную роль в промышленности играла соль. Озеро считалось главным объектом по добыче промышленной соли для Сибири.
В ходе проведённого анализа[когда?] выяснилось[кем?], что данное месторождение имеет такой огромный потенциал, что за прошедшие 200 лет месторождение не обеднело от такого количества добычи соли.
На сегодняшний день данное месторождение контролируется специальными органами местного управления.